# اسبارو
اسبارو (انگلیسی: Sbarro) شرکت رستوران‌های زنجیره‌ای آمریکایی است، که در سال ۱۹۵۶ تأسیس شد.